# Colymbetes tschitscherini
Colymbetes tschitscherini är en skalbaggsart som först beskrevs av Jakovlev 1896.  Colymbetes tschitscherini ingår i släktet Colymbetes och familjen dykare. Inga underarter finns listade i Catalogue of Life.